# Tales of the Teenage Mutant Ninja Turtles
Tales of the Teenage Mutant Ninja Turtles is een stripserie over de Teenage Mutant Ninja Turtles. In mei 1987 begon Mirage Studios met de publicatie. Het teken- en schrijfwerk werd gedaan door Jim Lawson en Ryan Brown. Hoewel de serie slechts 7 delen telde, bood het wel de mogelijkheid om de lijst van personages voor TMNT flink uit te breiden. Persoanges als Leatherhead, Rat King, Complete Carnage en Nobody werden geïntroduceerd in deze serie.
Tales is ook noemenswaardig door een unieke traditie over te nemen uit het tijdschrift Creepy: een zogenaamde splash page met een introductie door een TMTN personage, voorzien van de tekst "Let me tell you a story."
De serie werd stopgezet toen de TMNT een gelicenceerd eigendom werd. Jim Lawson ging zich hierna bezighouden met Mirage’s TMNT serie, terwijl Ryan Brown zich met ander tekenwerk voor TMNT ging bezighouden, waaronder de Teenage Mutant Ninja Turtles Adventures serie van Archie Comics.
Een herlancering van de serie begon in januari 2004, onder toezicht van Stephen Murphy. De nieuw Tales richtte zich op evenementen die zich af spelen in de “verloren” 15 jaar tussen Volume 2 en Volume 4 van de originele stripserie. Door tegenvallende verkoop zal de serie echter in 2008 stoppen.